# 須金村
須金村（すがねそん）は、山口県都濃郡にあった村。現在の周南市須万・金峰にあたる。

## 地理
- 山岳：金峰山、白石岳、大峠、馬糞ヶ岳
- 河川：錦川

## 歴史
- 1889年（明治22年）4月1日 - 町村制の施行により、須万村・金峰村の区域をもって発足。
- 1955年（昭和30年）7月20日 - 分割し、大字金峰および須万の一部が都濃町と合併し、改めて都濃町が発足。大字須万の残部が鹿野町に編入。同日須金村廃止。

## 経済

### 産業
農業
『大日本篤農家名鑑』によれば須金村の篤農家は、「福田喜市、西村休作、時高正賀、堀江泰造、村木幸戈、福田大輔、寺内嘉作、幡津種造、岡崎嘉十郎」などがいた。